# Catasetum tapiriceps
Catasetum tapiriceps är en orkidéart som beskrevs av Heinrich Gustav Reichenbach. Catasetum tapiriceps ingår i släktet Catasetum och familjen orkidéer. Inga underarter finns listade i Catalogue of Life.